# Oscar del calcio AIC 1998

Il brasiliano Ronaldo, migliore calciatore assoluto agli Oscar del calcio AIC 1998.

L’Oscar del calcio AIC 1998 fu la seconda edizione dell'Oscar del calcio AIC, la manifestazione in cui vengono premiati i protagonisti del calcio italiano dall'Associazione Italiana Calciatori.

## Vincitori
Di seguito sono riportate tutte le nomination dei vari oscar assegnati:

### Migliore calciatore italiano
| Piazzamento | Giocatore            | Squadra  |
| ----------- | -------------------- | -------- |
| Vincitore   | Alessandro Del Piero | Juventus |
| Nomination  | Roberto Baggio       | Bologna  |
| Nomination  | Alessandro Nesta     | Lazio    |

### Migliore calciatore straniero
| Piazzamento | Giocatore       | Nazionalità | Squadra  |
| ----------- | --------------- | ----------- | -------- |
| Vincitore   | Ronaldo         | Brasile     | Inter    |
| Nomination  | Lilian Thuram   | Francia     | Parma    |
| Nomination  | Zinédine Zidane | Francia     | Juventus |

### Migliore portiere
| Piazzamento | Giocatore         | Squadra  |
| ----------- | ----------------- | -------- |
| Vincitore   | Angelo Peruzzi    | Juventus |
| Nomination  | Gianluigi Buffon  | Parma    |
| Nomination  | Gianluca Pagliuca | Inter    |

### Migliore calciatore giovane
| Piazzamento | Giocatore        | Squadra |
| ----------- | ---------------- | ------- |
| Vincitore   | Alessandro Nesta | Lazio   |
| Nomination  | Andrea Pirlo     | Brescia |
| Nomination  | Francesco Totti  | Roma    |

### Migliore allenatore
| Piazzamento | Allenatore         | Squadra  |
| ----------- | ------------------ | -------- |
| Vincitore   | Marcello Lippi     | Juventus |
| Nomination  | Luciano Spalletti  | Empoli   |
| Nomination  | Alberto Zaccheroni | Udinese  |

### Migliore calciatore assoluto
| Piazzamento | Giocatore | Nazionalità | Squadra |
| ----------- | --------- | ----------- | ------- |
| Vincitore   | Ronaldo   | Brasile     | Inter   |

### Migliore squadra
| Piazzamento | Squadra  |
| ----------- | -------- |
| Vincitore   | Juventus |
| Nomination  | Inter    |
| Nomination  | Udinese  |

### Migliore arbitro
| Piazzamento | Arbitro           |
| ----------- | ----------------- |
| Vincitore   | Pierluigi Collina |
| Nomination  | Robert Boggi      |
| Nomination  | Stefano Braschi   |